# Фортецца (крепость в Ретимноне)
Форте́цца (греч. Φορτέτζα, итал. Fortezza — «крепость») — крепость в критском городе Ретимнон. Первоначальные постройки заложены в 1540 году венецианцами, строительство завершено в 1569 году. В 1571 году крепость была разрушена в ходе захвата города мусульманскими корсарами во главе с Улуджем Али. В 1573—1590 годах отстроена заново.
Крепость расположена в северо-западной части города Ретимнон на холме Палиокастро, что в переводе означает «старая крепость». Исследования скалистого холма Палиокастро археологами показали разное отражение исторических эпох этой местности.

## Холм Палеокастро
Холм Палеокастро («Старая крепость») был местом, где стояли храм Аполлона и святилище Артемиды, хотя не было найдено никаких доказательств. В те времена Ретимно был независимым городом и чеканил собственные монеты, но не относился к числу самых могущественных.
Во время второго византийского периода (X-XIII века) на холме Палеокастро располагалась небольшая, обнесенная стеной деревня Каструм Ретеми, или Кастел Веккио, или Антико Кател, как впоследствии его стали называть венецианцы. На месте этой деревни вскоре появилась крепость Фортецца.

## История крепости
Венецианцы, как морская держава, намеревались использовать Ретимнон как укрытие и промежуточную базу между Ираклионом и Ханьей, построив бухту, пусть даже и небольшую. Это привело к тому, что Ретимнон стал превращаться в город, чье расширение требовало сооружения новых оборонительных сооружений. События, которые происходили на Крите, начиная с середины XVI века — турецкая угроза, изобретение артиллерии и широкое применение ружейного пороха — привели Венецию к пониманию необходимости организации военной защиты Крита, в том числе строительству крепости в Ретимноне. Было решено построить стены вокруг города согласно проекту архитектора Микеле Санмикели из Вероны. Формально первый камень был заложен 8 апреля 1540 года, а сами стены завершили только в 1569 году.
В 1571 году крепость подверглась атаке Улуджем Али, мусульманина итальянского происхождения. Венецианцы покинули город, оставив там только 100 человек охраны, которые были не в состоянии долго продержаться. Войска Улу Али легко преодолели защитные стены и сровняли город с землей. Это разрушение показало, что нужны более эффективные сооружения. Поэтому местные власти решили построить более мощную крепость. Холм Палеокастро был выбран как наилучшее пригодное место. На этом холме венецианцы воздвигли одну из самых больших крепостей на Крите.
Фортецца была построена в соответствии с бастионной оборонительной системой — с бастионами, соединёнными прямолинейными участками мощной навесной стены, весьма высокой для более успешного отражения как вражеских метательных снарядов (с минимизацией ущерба для самой крепости), так и штурма с помощью лестниц. Были использованы чертежи военного инженера Сфорцы Паллавичини, в которые были внесены необходимые изменения и улучшения для полного завершения сооружения крепости.
Строительство началось 13 сентября 1573 года, уже в 1580 году были построены стены и здания внутри крепости, а полностью работы завершились в 1590 году. Во время строительства было привлечено 107 142 критянина, а также было использовано 40 205 вьючных животных.
Крепостные стены общей длиной около 1300 м и толщиной до 1,74 м и четырьмя бастионами по углам (три на южной стороне и один на восточной), возвышающиеся над городом, были особенно неприступны с моря. Верхние галереи крепости имели многочисленные амбразуры для стрельбы. Трое ворот, на восточной (главные), западной и северной стороне (доступ только с моря) обеспечивали вход и выход. Над главным входом нависала дозорная башенка, дающая преимущества при ближнем бое. Подобные башенки были установлены и на угловых бастионах. На бастионах размещались часовни, посвящённые различным святым (Николаю, Федору, Луке). Бастионы крепости получали такие же названия.
Фортецца никогда не была реально надёжным защитным сооружением — в ней не было наружного рва, отсутствовали контрфорсы, и стена поэтому была не очень высокой со стороны суши, там её можно было взять штурмом с помощью лестниц. К тому же гавань Ретимнон была очень небольшой, и венецианские галеры в ней не помещались. В результате крепость несла скорее административную нагрузку (в ней размещался губернатор, его администрация и гарнизон), а случае осады могла лишь послужить убежищем для жителей города, покинувших свои дома.
B 1646 году во время пятой венециано-турецкой войны войска Хусейна Паши, уже обосновавшиеся в Ханье, не стали атаковать грозные стены крепости с моря, а подошли к Ретимнон 2 июля со стороны суши, осадили город и 11 сентября ворвались в него. Население и венецианские солдаты укрылись в Фортецце, но в условиях нехватки еды, боеприпасов и начавшейся эпидемии 13 ноября крепость была сдана туркам при сравнительно выгодных условиях: всем желавшим было позволено эвакуироваться в Хандакас (Ираклион), а оставшиеся становились подданными султана. Собор святого Николая турки перестроили в мечеть Ибрагим-хана (был увенчан полусферическим куполом, а на стороне, обращённой к Мекке, появился михраб). Также были построены дополнительные здания на юге и востоке крепости для турецкого гарнизона и администрации. За время турецкой оккупации внутренняя территория крепости была почти полностью застроена жилыми домами, и только после второй мировой войны жители стали переселяться в другие части Ретимнона. В конце концов внутри Фортеццы снесли все полуразрушенные здания, напоминавшие о временах турецкой оккупации.
За время своего существования Фортецца постоянно изменялась как снаружи, так и внутри. Потребовалось более двадцати лет, чтобы отреставрировать крепость. В настоящее время Фортецца (насколько возможно) представляет туристам тот облик крепости, который она имела при венецианцах.

## Крепость в настоящее время
Сейчас здание мечети, после реставрационных работ, используется для проведения концертов. Рядом c бывшим собором-мечетью стоит маленькая церковь Св. Екатерины с низким сводом — это бывший резервуар для воды, переоборудованный в церковь. Другая церковь аналогичной структуры вблизи восточных стен крепости посвящена преподобному Феодору Трихинy.